# محمد البناي
محمد البناي (31 أغسطس 1949 -) مغني كويتي. 

## حياته ونشأته
مواليد المرقاب. 31 أغسطس 1949

## مسيرته
كانت بدايته في الغناء عام 1972، أدى خلالها الأغاني العدنية والكويتية وعمل مع نخبة من الملحنين الكبار وأخرج معه من تلك الحقبة كبار الملحنين، إبتعد عن الغناء في عام 1995.

## أعماله
من الأغاني التي أشتهر بها على مستوى المحلي أغنية ( طفلة ) وعلى المستوى العربي أغنية ( مجبور أداري عزتي ) و ( دوارة ).
1. ↑  "فهد البناي".
2. ↑  "من هو محمد البناي". خبرني.